# Neochóri (ort i Grekland, Epirus, Thesprotia)
Neochóri är en ort i Grekland.   Den ligger i prefekturen Thesprotia och regionen Epirus, i den västra delen av landet, 300 km nordväst om huvudstaden Aten. Neochóri ligger 278 meter över havet och antalet invånare är 214.
Terrängen runt Neochóri är kuperad åt sydväst, men åt nordost är den bergig. Terrängen runt Neochóri sluttar västerut. Runt Neochóri är det glesbefolkat, med 19 invånare per kvadratkilometer. Närmaste större samhälle är Igoumenitsa, 14,6 km väster om Neochóri. == Kommentarer ==
1. ↑  Framräknat ur variansen i alla höjduppgifter (DEM 3") från Viewfinder Panoramas, inom 10 km radie.[2] Mer om algoritmen finns här: Användare:Lsjbot/Algoritmer.